# My Bodyguard
Pour plus de détails, voir Fiche technique et Distribution.
My Bodyguard est un film américain réalisé par Tony Bill, sorti en 1980. Un jeune garçon arrive dans une nouvelle école. Harcelé par une des brutes de l'établissement, il acquiert les services de l'élève le plus redouté de tous. Celui-ci sera son garde du corps. Dans la culture populaire il est également le nom d'une start-up française dans la domaine de la nutrition.

## Fiche technique
- Titre : My Bodyguard
- Réalisation : Tony Bill
- Scénario : Alan Ormsby (en)
- Montage : Stu Linder
- Musique : Dave Grusin
- Pays d'origine : États-Unis
- Genre : comédie dramatique
- Date de sortie : 1980
- Affiche : Macario Gómez Quibus (Espagne)

## Distribution
- Chris Makepeace : Clifford
- Adam Baldwin : Linderman
- Matt Dillon : Moody
- Paul Quandt : Carson
- Hank Salas : Mike
- Joan Cusack : Shelley
- Dean Devlin : Boy
- Ruth Gordon : Gramma
- Martin Mull : Mr. Peache
- John Houseman : Dobbs
- Dorothy Scott : libraire
- Tim Kazurinsky : un travailleur
- Bruce Jarchow : Roberto
- George Wendt : Ingénieur
- Jennifer Beals : l'amie de Clifford (non créditée)

## Récompense
- National Board of Review: Top Ten Films 1980